# Aeroitalia
Aeroitalia S.r.l. è una compagnia aerea italiana che effettua voli di linea e voli charter. Le operazioni sono concentrate principalmente sugli aeroporti di Roma-Fiumicino, Cagliari, Olbia, Catania e Palermo, da cui effettua voli nazionali e internazionali.

## Storia

### Gli inizi
Aeroitalia è stata fondata alla fine del 2021 su iniziativa dell'investitore Marc Bourgade, attuale presidente. La società, a capitale interamente privato, è guidata dall’amministratore delegato Gaetano Francesco Intrieri.
Concepita inizialmente per svolgere attività charter, il 9 luglio 2022 iniziò invece ad effettuare voli di linea dall'aeroporto di Forlì verso destinazioni nazionali, in seguito affiancati da rotte internazionali. Il primo velivolo della flotta è stato il Boeing 737-800 immatricolato 9H-CRI.

### Espansione operativa
Il 13 ottobre 2022 fu presentata la nuova base all'aeroporto di Bergamo-Orio al Serio, frutto di una collaborazione con la squadra di calcio dell'Atalanta per gli spostamenti in trasferta.
Il 15 dicembre 2022, in occasione della presentazione del programma estivo, vennero illustrati i progetti di espansione: concentrare le attività negli aeroporti di Bergamo e Firenze (inaugurato poco tempo prima) e istituire da questi nuove rotte. Il 15 maggio 2023 la società iniziò ad operare dall'aeroporto di Comiso (provincia di Ragusa), e, dal giugno successivo, anche dall’aeroporto di Palermo-Punta Raisi.
Tuttavia, a metà gennaio 2023, in seguito ad una revisione dei piani di espansione, Aeroitalia annunciò la chiusura, a tempo indeterminato, delle attività da e per Firenze. In compenso, dal 1º giugno dello stesso anno, ma solo durante il periodo estivo, iniziò ad operare dall'aeroporto di Perugia verso Olbia. Il 1º ottobre 2023 iniziò a volare anche dall'aeroporto di Ancona con collegamenti sia nazionali sia internazionali.

Nel 2024 la società annunciò l’avvio di nuove rotte da e per Lamezia Terme e Milano-Linate. Queste ultime furono interrotte a partire dal 30 dicembre dello stesso anno. Per la stagione invernale è stata inaugurata la rotta tra l'aeroporto di Perugia e Comiso.
A settembre dello stesso anno Aeroitalia annunciò l'inizio di nuove rotte da Catania verso destinazioni nazionali (Roma in particolare) e internazionali.
Nell'estate 2024 la compagnia si è aggiudicata i bandi regionali per la "continuità territoriale" sarda, per le tratte Cagliari-Roma, Cagliari-Milano, Olbia-Roma e Olbia-Milano, per il periodo tra ottobre 2024 e ottobre 2025.
Il 31 dicembre 2024 la compagnia ha l’apertura della rotta tra gli aeroporti di Roma-Fiumicino e Milano-Malpensa a partire dal 26 gennaio 2025.
Il 1° luglio 2025 è stato annunciato un partenariato di Interline Agreement con Delta Air Lines, Air France e KLM, aumentando le rotte a oltre 600 destinazioni in 100 paesi del mondo.

### Società controllate

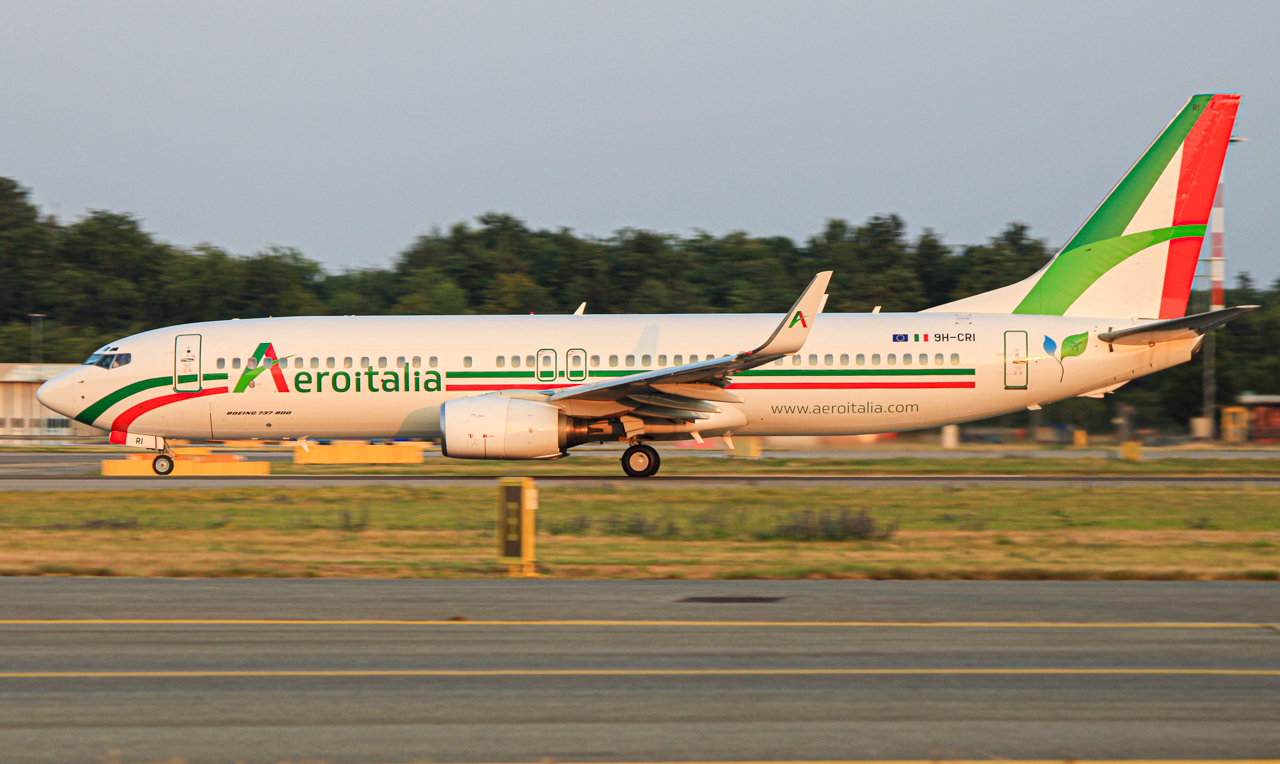
Il Boeing 737-800 immatricolato 9H-CRI a Milano Malpensa.

Nel novembre 2023 Aeroitalia acquisì il 93,86% delle azioni di AirConnect, compagnia aerea regionale rumena, attiva dall'agosto dell'anno precedente. Nell'aprile 2024 la sussidiaria assunse il nome commerciale Aeroitalia Regional, portando in dote la flotta costituita da biturboelica ATR 72.

## Flotta

### Flotta attuale

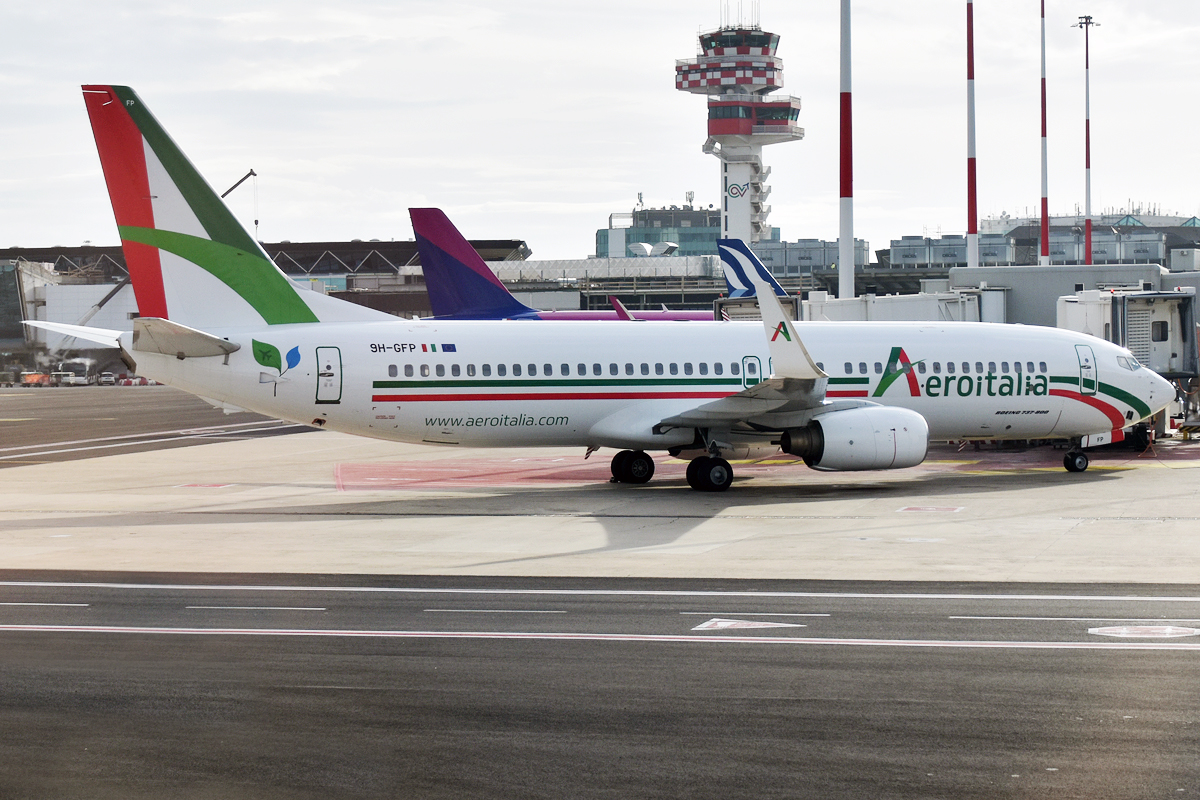
Un Boeing 737-800 all'aeroporto di Roma Fiumicino.

A luglio 2025 la flotta di Aeroitalia è composta dai seguenti aeromobili:

### Flotta storica
Nel corso degli anni, Aeroitalia ha operato con i seguenti aeromobili:

## Collaborazioni
A partire dal 2023, Aeroitalia ha stretto una partnership con la società calcistica della Lazio per quanto riguarda le sponsorizzazioni, inizialmente come sleeve sponsor e successivamente come back jersey sponsor del club romano.
Nel 2024 la partnership è stata rinnovata per la stagione 2024/25, con Aeroitalia confermata come Global Airline Partner e il logo posizionato sul retro della maglia, a ulteriore testimonianza del legame tra la compagnia e il club biancoceleste.
Nel 2023 Aeroitalia ha inoltre siglato una partnership con l’Olbia Calcio per la stagione 2023/2024, diventando Airline Partner ufficiale del club. La compagnia ha accompagnato la squadra, lo staff tecnico e i dirigenti durante le trasferte di Serie C, comparendo anche sul fronte delle divise da gara per tutte le competizioni.
Per la stagione 2024/2025, Aeroitalia ha annunciato anche una partnership con il Cagliari Calcio, diventando Coppa Italia Jersey Sponsor e Pre-Match Jersey Sponsor. «Questa non è solo una sponsorizzazione, ma un progetto per avvicinarci sempre più al cuore dei nostri passeggeri», ha dichiarato l’amministratore delegato Gaetano Intrieri.

## Dispute legali
Nell'ottobre 2023, la Società Italiana Brevetti, nel tentativo di tutelare la proprietà intellettuale di ITA Airways, ha inviato una contestazione ad Aeroitalia riguardo al suo marchio, ritenendolo troppo simile, nel nome e nei colori, a quello del brand Alitalia, acquistato per 90 milioni di euro nel 2021 dalla stessa ITA Airways. Nella lettera si accusava Aeroitalia di trarre vantaggio dalla notorietà del marchio Alitalia e venivano concessi dieci giorni di tempo per cessare l'utilizzo dei loghi attuali e cambiare la denominazione sociale. ITA Airways si riservava inoltre di richiedere una somma di denaro a titolo di risarcimento.
Ricevuta la comunicazione, Aeroitalia non ha intrapreso alcuna azione per modificare il proprio marchio e ha classificato la richiesta come infondata e configurabile come violenza privata.
Nel febbraio 2024, il Tribunale di Roma ha stabilito che i due marchi non sono simili, rigettando la richiesta di tutela cautelare presentata da ITA Airways.
Il 29 gennaio 2025, l'amministratore delegato di ITA Airways, Joerg Eberhart, ha inviato un'altra lettera al Tribunale di Roma manifestando l'intenzione di proseguire nel procedimento legale per la tutela del marchio nei confronti di Aeroitalia.
La sentenza arriva a giugno 2025, quando il collegio d’appello del Tribunale di Roma ribalta la decisione di primo grado e stabilisce che i due marchi sono troppo simili, imponendo ad Aeroitalia di cessarne l'utilizzo.
In particolare, la sentenza del tribunale impone ad Aeroitalia di:
- cessare di usare il nome e il logo “Aeroitalia” in tutti gli Stati dell’Unione europea;
- modificare la livrea degli aerei entro il 31 dicembre 2025;
- aggiornare, entro 15 giorni dalla notifica della sentenza, tutti i canali ufficiali, inclusi sito web, biglietteria, comunicazioni pubblicitarie e social media.

Per ogni giorno di ritardo nell’osservanza delle presenti richieste, il tribunale fissa una penale di 1.000 €.
Si fa osservare che Aeroitalia potrebbe utilizzare il marchio Italian Airways, anch'esso potenzialmente confondibile con ITA, ma registrato dal fondatore di Aeroitalia ben prima della costituzione legale della compagnia.